# Verordnung des Reichspräsidenten zum Schutz von Volk und Staat

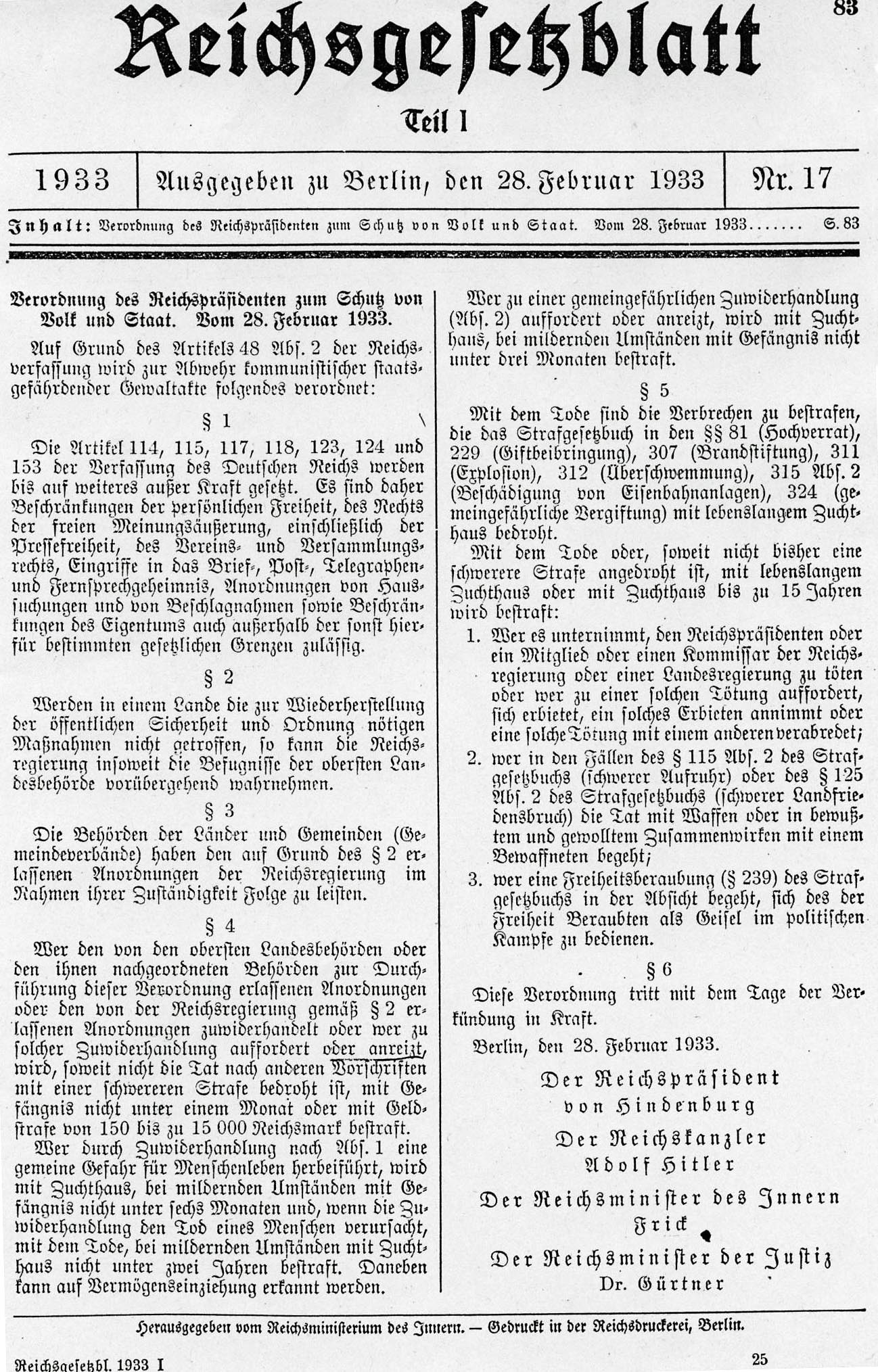
Reichstagsbrandverordnung vom 28. Februar 1933, RGBl. S. 83

Die Verordnung des Reichspräsidenten zum Schutz von Volk und Staat vom 28. Februar 1933 (RGBl. I, S. 83) war eine strafbewehrte Notverordnung des Reichspräsidenten Paul von Hindenburg, mit der insbesondere die in den Artikeln 114, 115, 117, 118, 123, 124 und 153 festgelegten Grundrechte der Weimarer Verfassung außer Kraft gesetzt wurden. Die Verordnung wurde von Reichskanzler Adolf Hitler, Reichsminister des Innern Wilhelm Frick und Reichsminister der Justiz Franz Gürtner gegengezeichnet und trat am selben Tag in Kraft.
Die am 30. Januar 1933 gebildete Hitlerregierung hatte behauptet, die Kommunisten seien für den Reichstagsbrand in der Nacht vom 27. auf den 28. Februar 1933 verantwortlich und hätten damit zur Revolution aufrufen wollen. Mit dieser Begründung wurde die „Verordnung zum Schutz von Volk und Staat“ erlassen, die kurz  Reichstagsbrandverordnung genannt wird. Tausende von Gegnern der Reichsregierung wurden daraufhin verhaftet. 
Die Reichstagsbrandverordnung war neben der Verordnung vom 4. Februar 1933, nach der öffentliche politische Versammlungen, Druckschriften und Spendensammlungen verboten werden konnten, und dem Ermächtigungsgesetz vom 24. März 1933, mit dem die Reichsregierung die Gesetzgebungskompetenz erhielt (ohne dass der Reichstag die seine verlor), eine der wichtigsten Grundlagen der Herrschaft der NSDAP, die den Weg von der Weimarer Republik zur totalitären Diktatur ebneten.

## Inhalt

### Außerkraftsetzung von Grundrechten
Mit § 1 wurden die Artikel 114, 115, 117, 118, 123, 124 und 153 der Verfassung des Deutschen Reichs „bis auf weiteres außer Kraft gesetzt.“ Es waren daher
- Beschränkungen der persönlichen Freiheit,
- des Rechts der freien Meinungsäußerung, der Pressefreiheit und des Zensurverbots[5]
- des Vereins- und Versammlungsrechts,
- Eingriffe in das Brief-, Post-, Telegraphen- und Fernsprechgeheimnis,
- Anordnungen von Haussuchungen und von Beschlagnahmen sowie
- Beschränkungen des Eigentums einschließlich der entschädigungslosen Enteignung

„auch außerhalb der sonst hierfür bestimmten gesetzlichen Grenzen zulässig.“
Die Verordnung legitimierte zunächst die Anordnung von Schutzhaft gegenüber kommunistischen und sozialdemokratischen Kandidaten und die Internierung in Konzentrationslagern ohne richterliche Kontrolle vor der Reichstagswahl vom 5. März 1933 und fortan derartige Eingriffe gegenüber allen Personen und Vereinigungen, deren Existenz oder Tätigkeit für die beabsichtigte Umgestaltung des „Dritten Reichs“ im nationalsozialistischen Sinne als hinderlich angesehen wurde. Da nur in der Präambel die „Abwehr kommunistischer staatsgefährdender Gewaltakte“ erwähnt wurde, die einzelnen Bestimmungen der Verordnung selbst jedoch keinerlei Beschränkung auf bestimmte Gruppen enthielt, traten die genannten Grundrechte für jedermann außer Kraft. 
Die verbliebenen Grundrechte wie die Gleichberechtigung, Freizügigkeit, Berufsfreiheit, Schutz von Ehe und Familie, politische Wahlfreiheit, Glaubens- und Gewissensfreiheit, Freiheit von Kunst und Wissenschaft, wirtschaftliche Vertragsfreiheit, das Erbrecht und der Schutz geistigen Eigentums wurden innerhalb weniger Jahre durch weitere Verfassungsgesetze  vollständig ausgehöhlt.

### Eingriffe in den Föderalismus
§ 2 der Verordnung gab der Reichsregierung das Recht, anstelle der obersten Landesbehörde „die zur Wiederherstellung der öffentlichen Sicherheit und Ordnung nötigen Maßnahmen“ auch in den deutschen Ländern zu treffen. Sie bildete damit die Grundlage für die Gleichschaltung der Exekutive im Deutschen Reich. Mit der Auflösung der Landtage im Gesetz vom 31. März 1933 wurde der Föderalismus gänzlich abgeschafft.

### Verschärfung von Strafbestimmungen

#### Die Todesstrafe
In § 5 Abs. 1 enthielt die Verordnung eine Liste von Verbrechen, die abweichend von den Bestimmungen im Strafgesetzbuch nicht länger mit lebenslangem Zuchthaus, sondern mit dem Tode zu bestrafen waren. Das galt für Hochverrat, Giftbeibringung, Brandstiftung, Herbeiführen einer Explosion oder Überschwemmung, Beschädigung von Eisenbahnanlagen und gemeingefährliche Vergiftung, außerdem gem. § 5 Abs. 2 für schweren Aufruhr und schweren Landfriedensbruch sowie Freiheitsberaubung in der Absicht, „sich des der Freiheit Beraubten als Geisel im politischen Kampfe zu bedienen.“ 
Die Todesstrafe galt gem. § 4 unter bestimmten Voraussetzungen auch bei Zuwiderhandlungen gegen die von den obersten Landesbehörden oder den ihnen nachgeordneten Behörden zur Durchführung der Reichstagsbrandverordnung erlassenen Anordnungen.

#### Rückwirkung
Am 29. März 1933 wurde die Geltung von § 5 durch das Gesetz über Verhängung und Vollzug der Todesstrafe („Lex van der Lubbe“) rückwirkend ausgedehnt, so dass er auch für Taten galt, die in der Zeit zwischen dem 31. Januar und dem 28. Februar 1933 begangen worden waren. Danach wurde Marinus van der Lubbe, der die Brandstiftung im Reichstag gestanden hatte, im Januar 1934 hingerichtet. Das Gesetz verstieß gegen das Rückwirkungsverbot, welches seit der Zeit der Aufklärung zu den grundlegenden Prinzipien des Rechtsstaats gehörte. Eine solche rückwirkende Geltung von Strafgesetzen war indes bereits in der Weimarer Republik keine Seltenheit, da schon die Republikschutz-Verordnung und das Republikschutzgesetz von 1922 eine – zeitlich sogar unbegrenzte – Rückwirkung von Strafvorschriften, die teilweise auch Todesstrafe androhten, etabliert hatte.

## Vorgeschichte
Kurt von Schleicher, Hitlers parteiloser Vorgänger im Amt des Reichskanzlers, drohte in einer Rundfunkrede am 15. Dezember 1932 der Kommunistischen Partei mit dem Erlass einer „scharfen“ Verordnung:
„[…] Die zur wirtschaftlichen Beruhigung notwendige Ausschaltung aller absichtlichen Störungen hat in der Vergangenheit leider eine große Zahl von Ausnahmebedingungen nötig gemacht. Ich gestehe offen, dass ich es für verhängnisvoll halten würde, wenn wir in Deutschland auf die Dauer nicht ohne diese scharfen Bestimmungen auskommen könnten. Ich habe deshalb den Herrn Reichspräsidenten gebeten, die zweifellos eingetretene Beruhigung zum Anlass zu nehmen, um derartige Ausnahmebestimmungen aufzuheben, um endlich einmal wieder zu normalen Rechtsverhältnissen zurückzukehren. Der Herr Reichspräsident will diesem Vorschlag im Vertrauen auf den gesunden Sinn der ordnungsliebenden Bevölkerung entsprechen, hat dabei aber zum Ausdruck gebracht, dass er nicht zögern würde, eine scharfe Verordnung zum Schutze des deutschen Volkes zu erlassen, falls er sich in seinen Erwartungen getäuscht sieht. Den gewerbsmäßigen Unruhestiftern ebenso wie einer gewissen aufreizenden, die Atmosphäre vergiftenden Presse darf ich in diesem Zusammenhang warnend zur Kenntnis bringen, dass eine solche Verordnung fertig im Schubkasten liegt und in der Tat in ihrer Lückenlosigkeit eine ausgezeichnete Arbeit darstellt.

Ich hoffe, dass ihre Anwendung ebenso wenig nötig werden wird, wie der Einsatz der Reichswehr. Ich möchte aber auch die staatsfeindliche kommunistische Bewegung nicht im Zweifel darüber lassen, dass die Reichsregierung auch vor drakonischen Ausnahme-Bestimmungen gegen die kommunistische Partei nicht zurückschrecken wird, falls sie die Lockerung der Zügel zur vermehrten Verhetzung der Bevölkerung missbrauchen sollte. […]“
Auf dieser Linie liegt die vom Reichspräsidenten Paul von Hindenburg am 4. Februar 1933 erlassene und von Reichskanzler Hitler, Innenminister Frick und Justizminister Gürtner gegengezeichnete Verordnung des Reichspräsidenten zum Schutze des Deutschen Volkes (sog. „Schubladenverordnung“) durch die die Versammlungs- und Pressefreiheit erheblich eingeschränkt wurde. Die Reichstagsbrandverordnung ging hingegen weit über die Pläne Schleichers hinaus.
Der Text der Verordnung folgte dem bereits zu Beginn der Weimarer Republik entwickelten Muster der Notverordnungen des Reichspräsidenten für den Ausnahmezustand, das auch später immer wieder zur Anwendung kam, zuletzt, nun jedoch bereits unter dem bloßen Vorwand der Störung von Sicherheit und Ordnung, aus Anlass des Preußenschlages am 20. Juli 1932. Wesentliche Neuerung der Reichstagsbrandverordnung war jedoch, dass nun die Gewalt nicht auf das Militär übertragen wurde, sondern bei der Reichsregierung blieb bzw. ihr, was Landeszuständigkeiten betraf, zusätzlich übertragen wurde.
Reichspräsident Friedrich Ebert erließ in den Jahren 1919–1925 auf Grund von Art. 48 Abs. 2 WRV insgesamt 136 Notverordnungen, Anfang der dreißiger Jahre folgten weitere 109 Verordnungen.

## Rechtliche Bedeutung
Art. 48 Abs. 2 der Weimarer Reichsverfassung erlaubte dem Reichspräsidenten, im Fall einer erheblichen Störung oder Gefährdung der öffentlichen Sicherheit und Ordnung vorübergehend die Grundrechte ganz oder zum Teil außer Kraft zu setzen. Das Nähere sollte nach Absatz 5 ein Reichsgesetz bestimmen, das jedoch nie zustande kam.
Ob die Verordnung vom 28. Februar 1933 diesen Voraussetzungen entsprach, ist strittig:
1. Ob eine Gefährdung der öffentlichen Ordnung vorlag, unterlag der Einschätzungsprärogative des Reichspräsidenten.
2. Der Ausnahmezustand wurde durch seine „erweiterten Interpretationen“ benutzt, um die Ordnung im Sinne der Regierung und nicht der Verfassung wiederherzustellen.
3. Die Verordnung sah kein Ende der Grundrechtsbeschränkungen vor, diese sollten „bis auf weiteres“ gelten.

Bereits 1941 bezeichnete Ernst Fraenkel in seinem Buch Der Doppelstaat die Reichstagsbrandverordnung als die „Verfassungsurkunde“ des Dritten Reiches, dessen Verfassung der Belagerungszustand sei. Anstelle ausgesetzter Verfassungsbestimmungen wurde sie gemeinsam mit dem Ermächtigungsgesetz zur rechtlichen Grundlage des nationalsozialistischen Regimes. Beide begründeten den dauerhaften zivilen Ausnahmezustand und damit jene unkontrollierte Machtfülle, mit der alle späteren staatlichen Maßnahmen legitimiert wurden.
Die Verordnung blieb die rechtliche Basis für die von gesetzlichen Schranken befreite Tätigkeit der Polizei und insbesondere der Gestapo, wenngleich sie in späteren Jahren an Bedeutung verlor und unbeschränkte Befugnisse mit dem „Gesamtauftrag“ „im Zuge des Neuaufbaus des nationalsozialistischen Staates“ gerechtfertigt wurden. Die Strafnorm des § 4 wurde durch neue Gesetze und Verordnungen auf der Grundlage des Ermächtigungsgesetzes ausgestaltet. Dies gilt auch für die Strafverschärfungen von § 5 Abs. 1, der 1935 aufgehoben wurde. Die neuartigen Strafbestimmungen gemäß Abs. 2 blieben dagegen in Kraft. § 5 wurde nach dem Zweiten Weltkrieg mit dem Kontrollratsgesetz Nr. 55 vom 20. Juni 1947 explizit aufgehoben.